# Liste von Apfelsorten/A
Erläuterungen und Quellen: Siehe Hauptartikel!
| Apfelsorte | Bild | Kreuzung aus                                                                                       | Erstes Auftauchen                                                                             | Anmerkungen | Quellen                                                                                              |
| --- | --- | -------------------------------------------------------------------------------------------------- | --------------------------------------------------------------------------------------------- | --- | --- |
| A Troche Rouge | Siehe: Ravaillac                                                                                               | Siehe: Ravaillac                                                                                   | Siehe: Ravaillac                                                                              | Siehe: Ravaillac | Siehe: Ravaillac                                                                                     |
| A. D. W. Atkins | | | Um 1971 in Exmouth, Devon, gezüchtet von A. D. W. Atkins                                      | Beschreibung | f, g (S. 183)                                                                                        |
| A. W. Barnes | Siehe: Arthur W. Barnes                                                                                        | Siehe: Arthur W. Barnes                                                                            | Siehe: Arthur W. Barnes                                                                       | Siehe: Arthur W. Barnes | Siehe: Arthur W. Barnes                                                                              |
| Aachackerer | | |                                                                                               | | o |
| Aachener Hausapfel (oder: Aachener Hausäpfelchen, Cornelis Hausapfel, Cornelisapfel, Cornellis Hausapfel, Cornelys Gestreifter Hausapfel) | | | Um 1800 in Aachen                                                                             | | h (Nr. 618, S. 685), j                                                                               |
| Aachener Hausäpfelchen | Siehe: Aachener Hausapfel                                                                                      | Siehe: Aachener Hausapfel                                                                          | Siehe: Aachener Hausapfel                                                                     | Siehe: Aachener Hausapfel | Siehe: Aachener Hausapfel                                                                            |
| Aargauer Herrenapfel (oder: Erdbeerenapfel, Gelbweiler, Herrenapfel, Mättleapfel, Süßreinette) | | Keine Angaben, ob mit anderen Herrenapfelsorten verwandt                                           | Herkunft aus dem Aargau vermutet                                                              | Saftig, Geschmack: duftend, süßlich, zitronenartig. Klein bis mittelgroß, karminrot, Deckfarbe gestreift (detailliertere Beschreibungen) | i (9-11), o                                                                                          |
| Aargauer Jubiläumsapfel (oder: Jubilé D'Argovie, Neuenhofer Apfel) | | |                                                                                               | Beschreibung | f, m (Nr. 001, S. 1), o                                                                              |
| Aargauer Rosen | | |                                                                                               | | o |
| Abbondanza | | |                                                                                               | Beschreibung | f, g (S. 183), m (Nr. 002, S. 1)                                                                     |
| Abbot's Early | | |                                                                                               | Beschreibung | |
| Abernathy | | |                                                                                               | | |
| Abondance | | |                                                                                               | Beschreibung | f, g (S. 183)                                                                                        |
| Abraham | Siehe: Danziger Kantapfel                                                                                      | Siehe: Danziger Kantapfel                                                                          | Siehe: Danziger Kantapfel                                                                     | Siehe: Danziger Kantapfel | Siehe: Danziger Kantapfel                                                                            |
| Abrahams Apfel | Siehe: Danziger Kantapfel                                                                                      | Siehe: Danziger Kantapfel                                                                          | Siehe: Danziger Kantapfel                                                                     | Siehe: Danziger Kantapfel | Siehe: Danziger Kantapfel                                                                            |
| Abram | | |                                                                                               | | |
| Accomack | | |                                                                                               | | |
| Aceymac | | |                                                                                               | | a |
| Achimer Goldrenette | Siehe: Celler Dickstiel                                                                                        | Siehe: Celler Dickstiel                                                                            | Siehe: Celler Dickstiel                                                                       | Siehe: Celler Dickstiel | Siehe: Celler Dickstiel                                                                              |
| Acker | | |                                                                                               | | |
| Äckerle-Apfel (oder: Äckerliapfel) | | |                                                                                               | | j, r (S. 1)                                                                                          |
| Äckerliapfel | Siehe: Äckerle-Apfel                                                                                           | Siehe: Äckerle-Apfel                                                                               | Siehe: Äckerle-Apfel                                                                          | Siehe: Äckerle-Apfel | Siehe: Äckerle-Apfel                                                                                 |
| Acklam Russet | | |                                                                                               | Beschreibung | f, g (S. 183)                                                                                        |
| Acme | | Cox Orange × Unbekannt                                                                             |                                                                                               | Beschreibung | f, g (S. 183)                                                                                        |
| Ada Red | | |                                                                                               | | |
| Adams Apfel | Siehe: Adamsapfel                                                                                              | Siehe: Adamsapfel                                                                                  | Siehe: Adamsapfel                                                                             | Siehe: Adamsapfel | Siehe: Adamsapfel                                                                                    |
| Adams Parmäne (oder: Adam's Pearmain, Matchless, Norfolk Pippin, Norfolk Russet, Spitzenkasseler) | | Sämling                                                                                            | 1826 in England                                                                               | Beschreibung | a, c, f, g (S. 183), h (Nr. 468, S. 520), j, m (Nr. 004, S. 1)                                       |
| Adam's Pearmain | Siehe: Adams Parmäne                                                                                           | Siehe: Adams Parmäne                                                                               | Siehe: Adams Parmäne                                                                          | Siehe: Adams Parmäne | Siehe: Adams Parmäne                                                                                 |
| Adamsapfel (oder: Adams Apfel, Ostpreußischer Adamsapfel) | | |                                                                                               | Beschreibung | f, g (S. 183), j, m (Nr. 003, S. 1), o, p (S. 143)                                                   |
| Adanac | | |                                                                                               | | a |
| Addie | | |                                                                                               | | |
| Adenaws Rambour-Renette | | |                                                                                               | | h (Nr. 323, S. 361)                                                                                  |
| Adersleber | Siehe: Adersleber Kalvill                                                                                      | Siehe: Adersleber Kalvill                                                                          | Siehe: Adersleber Kalvill                                                                     | Siehe: Adersleber Kalvill | Siehe: Adersleber Kalvill                                                                            |
| Adersleber Calville | Siehe: Adersleber Kalvill                                                                                      | Siehe: Adersleber Kalvill                                                                          | Siehe: Adersleber Kalvill                                                                     | Siehe: Adersleber Kalvill | Siehe: Adersleber Kalvill                                                                            |
| Adersleber Kalvill (oder: Adersleber, Adersleber Calville) | | Weißer Winter-Calville × Gravensteiner                                                             | 1865 im Kloster Adersleben                                                                    | Beschreibungen | f, g (S. 183), j, m (Nr. 005, S. 1), o, p (S. 144)                                                   |
| Adersleber Kalvill No. III | Siehe: Amtsrat Meyer                                                                                           | Siehe: Amtsrat Meyer                                                                               | Siehe: Amtsrat Meyer                                                                          | Siehe: Amtsrat Meyer | Siehe: Amtsrat Meyer                                                                                 |
| Adirondack | | |                                                                                               | Zierapfel. Beschreibung | |
| Admirable | | |                                                                                               | | |
| Admiral | | |                                                                                               | Beschreibung | f, g (S. 183)                                                                                        |
| Admiral Schley | | |                                                                                               | | |
| Advance | | Cox Orange × Unbekannt                                                                             |                                                                                               | Beschreibung | f, g (S. 183)                                                                                        |
| Adventsapfel | | |                                                                                               | | p (S. 145), r (S. 1)                                                                                 |
| Aerlie's Red Flesh | Siehe: Airlie Red Flesh                                                                                        | Siehe: Airlie Red Flesh                                                                            | Siehe: Airlie Red Flesh                                                                       | Siehe: Airlie Red Flesh | Siehe: Airlie Red Flesh                                                                              |
| Afal Enlli | Siehe: Bardsey Apple                                                                                           | Siehe: Bardsey Apple                                                                               | Siehe: Bardsey Apple                                                                          | Siehe: Bardsey Apple | Siehe: Bardsey Apple                                                                                 |
| Aga-Apfel | | |                                                                                               | | h (Nr. 633, S. 701), m (Nr. 006, S. 1), r (S. 1)                                                     |
| Agatapfel | Siehe: Purpurroter Agatapfel                                                                                   | Siehe: Purpurroter Agatapfel                                                                       | Siehe: Purpurroter Agatapfel                                                                  | Siehe: Purpurroter Agatapfel | Siehe: Purpurroter Agatapfel                                                                         |
| Agathe Von Klanxbüll | | |                                                                                               | | o |
| Ägidienberger Seidenhemdchen | | |                                                                                               | | r (S. 1)                                                                                             |
| Ahamer Ontario | | |                                                                                               | | m (Nr. 007, S. 1)                                                                                    |
| Ahltaler | | |                                                                                               | | o |
| Aholan Aikainen Vaha | | |                                                                                               | | o |
| Ahra | | |                                                                                               | | j, o, r (S. 1)                                                                                       |
| Ahrina | | |                                                                                               | | j, o, r (S. 1)                                                                                       |
| Ahrista | | |                                                                                               | | j, o, r (S. 2)                                                                                       |
| Aia Ilu | | | 1946 in Estland                                                                               | | c |
| Aigre-Orange | | |                                                                                               | | |
| Aiken | | |                                                                                               | | |
| Airlie Red Flesh (oder: Aerlie's Red Flesh, Newell-Kimzey Red Flesh) | | | 1961 in Airlie, Oregon                                                                        | | a, c                                                                                                 |
| Aivaniya (oder: Aiwanija) | | |                                                                                               | Beschreibung | f, g (S. 183), j                                                                                     |
| Aiwanija | Siehe: Aivaniya                                                                                                | Siehe: Aivaniya                                                                                    | Siehe: Aivaniya                                                                               | Siehe: Aivaniya | Siehe: Aivaniya                                                                                      |
| Ak 51-11-95 | Siehe: Pomredrobust                                                                                            | Siehe: Pomredrobust                                                                                | Siehe: Pomredrobust                                                                           | Siehe: Pomredrobust | Siehe: Pomredrobust                                                                                  |
| Ak-Alma | | |                                                                                               | | |
| Akane (oder: Prime Red, Prime Rouge, Primerouge, Tohoku 3, Tokyo Rose) | | Jonathannge × Worcester Pearmain                                                                   | 1937 (Zucht), 1970 (Markteinführung) in Morioka, Japan                                        | Beschreibung | a, c, f, g (S. 183), j, o                                                                            |
| Akerö | Siehe: Apfel Von Åkerö                                                                                         | Siehe: Apfel Von Åkerö                                                                             | Siehe: Apfel Von Åkerö                                                                        | Siehe: Apfel Von Åkerö | Siehe: Apfel Von Åkerö                                                                               |
| Åkerö | Siehe: Apfel Von Åkerö                                                                                         | Siehe: Apfel Von Åkerö                                                                             | Siehe: Apfel Von Åkerö                                                                        | Siehe: Apfel Von Åkerö | Siehe: Apfel Von Åkerö                                                                               |
| Akers Red | | |                                                                                               | | |
| Aki Fu | | Sport von Fuji                                                                                     |                                                                                               | | |
| Akin | | | 1831 in Lawrenceville (Illinois)                                                              | Sortenbeschreibung | |
| Akin Red Winter | | |                                                                                               | | |
| Akita Gold | | |                                                                                               | | r (S. 2)                                                                                             |
| Alabama Beauty | | |                                                                                               | | |
| Alander | | |                                                                                               | | r (S. 2)                                                                                             |
| Alant | Siehe: Alantapfel                                                                                              | Siehe: Alantapfel                                                                                  | Siehe: Alantapfel                                                                             | Siehe: Alantapfel | Siehe: Alantapfel                                                                                    |
| Alantapfel | | |                                                                                               | Es gibt eine norddeutsche und eine Schweizer Alant-Sorte. Die Schweizer Sorte ist Feuerbrand-resistent.                                  | h (Nr. 234, S. 260), j, m (Nr. 009, S. 1), o                                                         |
| Alastair Cannon-White | | |                                                                                               | Beschreibung | f, g (S. 183)                                                                                        |
| Albany Beauty | | |                                                                                               | | a |
| Albemarle Pippin | Siehe: Newtown Pippin                                                                                          | Siehe: Newtown Pippin                                                                              | Siehe: Newtown Pippin                                                                         | Siehe: Newtown Pippin | Siehe: Newtown Pippin                                                                                |
| Albermarle Pippin | Siehe: Newtown Pippin                                                                                          | Siehe: Newtown Pippin                                                                              | Siehe: Newtown Pippin                                                                         | Siehe: Newtown Pippin | Siehe: Newtown Pippin                                                                                |
| Albert | Siehe: Lanes Prinz Albert                                                                                      | Siehe: Lanes Prinz Albert                                                                          | Siehe: Lanes Prinz Albert                                                                     | Siehe: Lanes Prinz Albert | Siehe: Lanes Prinz Albert                                                                            |
| Albertin | Siehe: Kaiser Alexander                                                                                        | Siehe: Kaiser Alexander                                                                            | Siehe: Kaiser Alexander                                                                       | Siehe: Kaiser Alexander | Siehe: Kaiser Alexander                                                                              |
| Albisser | Siehe: Schneiderapfel                                                                                          | Siehe: Schneiderapfel                                                                              | Siehe: Schneiderapfel                                                                         | Siehe: Schneiderapfel | Siehe: Schneiderapfel                                                                                |
| Albrechtapfel | Siehe: Prinz Albrecht Von Preußen                                                                              | Siehe: Prinz Albrecht Von Preußen                                                                  | Siehe: Prinz Albrecht Von Preußen                                                             | Siehe: Prinz Albrecht Von Preußen | Siehe: Prinz Albrecht Von Preußen                                                                    |
| Albrechtsapfel | Siehe: Prinz Albrecht Von Preußen                                                                              | Siehe: Prinz Albrecht Von Preußen                                                                  | Siehe: Prinz Albrecht Von Preußen                                                             | Siehe: Prinz Albrecht Von Preußen | Siehe: Prinz Albrecht Von Preußen                                                                    |
| Alcham | | |                                                                                               | | o |
| Aldenham Blenheim | | |                                                                                               | Beschreibung | f, g (S. 184)                                                                                        |
| Aldenham Purple | Siehe: Aldenham Purpur                                                                                         | Siehe: Aldenham Purpur                                                                             | Siehe: Aldenham Purpur                                                                        | Siehe: Aldenham Purpur | Siehe: Aldenham Purpur                                                                               |
| Aldenham Purpur (oder: Aldenham Purple) | | |                                                                                               | | |
| Alderman | | |                                                                                               | Beschreibung | a, f, g (S. 184)                                                                                     |
| Aldiamo | Siehe: Red Passion                                                                                             | Siehe: Red Passion                                                                                 | Siehe: Red Passion                                                                            | Siehe: Red Passion | Siehe: Red Passion                                                                                   |
| Aldinger Georg Cave | Siehe: Aldingers Georg Cave                                                                                    | Siehe: Aldingers Georg Cave                                                                        | Siehe: Aldingers Georg Cave                                                                   | Siehe: Aldingers Georg Cave | Siehe: Aldingers Georg Cave                                                                          |
| Aldingers Georg Cave (oder: Aldinger Georg Cave) | | |                                                                                               | | o, r (S. 2)                                                                                          |
| Aldwick Beauty | | |                                                                                               | Beschreibung | f, g (S. 184)                                                                                        |
| Aleuten-Apfel | | |                                                                                               | | r (S. 2)                                                                                             |
| Alexander | Siehe: Kaiser Alexander                                                                                        | Siehe: Kaiser Alexander                                                                            | Siehe: Kaiser Alexander                                                                       | Siehe: Kaiser Alexander | Siehe: Kaiser Alexander                                                                              |
| Alexander Tillage | | |                                                                                               | | |
| Alexandra-Apfel | | |                                                                                               | | r (S. 2)                                                                                             |
| Alexis | | Mcintosh × unbekannt                                                                               |                                                                                               | Beschreibung | f, g (S. 241), j                                                                                     |
| Alfa 68 (oder: Alpha 68) | | |                                                                                               | Beschreibung | e, f, g (S. 184)                                                                                     |
| Alfred Jolibois | | |                                                                                               | Beschreibung | f, g (S. 184), o                                                                                     |
| Alfriston (oder: Shepherd's Pippin) | | |                                                                                               | Beschreibung | a, e, f, g (S. 184), h (Nr. 254, S. 285), m (Nr. 010, S. 1)                                          |
| Alice | | |                                                                                               | Beschreibung | f, g (S. 184)                                                                                        |
| Alizon | | |                                                                                               | | |
| Alkmene | | Cox Orange × Oldenburg                                                                             | 1930 in Müncheberg, Brandenburg                                                               | Geschmack: säuerlich, aromatisch. Beschreibung                                                                                           | a, c, d, e, f, g (S. 184), j, o                                                                      |
| Alkmene Spur Linus | | |                                                                                               | | j |
| All Purpose | | |                                                                                               | | |
| All-Red Gravenstein | Siehe: Roter Gravensteiner                                                                                     | Siehe: Roter Gravensteiner                                                                         | Siehe: Roter Gravensteiner                                                                    | Siehe: Roter Gravensteiner | Siehe: Roter Gravensteiner                                                                           |
| All Summer | | |                                                                                               | | |
| Allendorfer Rosenapfel | | | Lokalsorte aus Allendorf/Lahn bei Gießen                                                      | Wohlschmeckend. Robuste Lokalsorte | j, o                                                                                                 |
| Allens Dauerapfel (oder: Allen's Everlasting) | | |                                                                                               | Beschreibung | a, e, f, g (S. 184), h (Nr. 320, S. 358)                                                             |
| Allen's Everlasting | Siehe: Allens Dauerapfel                                                                                       | Siehe: Allens Dauerapfel                                                                           | Siehe: Allens Dauerapfel                                                                      | Siehe: Allens Dauerapfel | Siehe: Allens Dauerapfel                                                                             |
| Allerweltsapfel | Siehe: Kaiser Alexander                                                                                        | Siehe: Kaiser Alexander                                                                            | Siehe: Kaiser Alexander                                                                       | Siehe: Kaiser Alexander | Siehe: Kaiser Alexander                                                                              |
| Allgold | | |                                                                                               | | |
| Allington Pepping (oder: Allington Pippin, Brown's South Lincoln Beauty) | | Cox Orange × Unbekannt                                                                             | 1880er in Lincolnshire, UK                                                                    | Beschreibung | a, c, e, f, g (S. 184), j, m (Nr. 011, S. 1), o, p (S. 146)                                          |
| Allington Pippin | Siehe: Allington Pepping                                                                                       | Siehe: Allington Pepping                                                                           | Siehe: Allington Pepping                                                                      | Siehe: Allington Pepping | Siehe: Allington Pepping                                                                             |
| Allurel | | Elise x Idared                                                                                     |                                                                                               | | |
| Allyson York | | |                                                                                               | | |
| Alma Sweet | | |                                                                                               | | |
| Almata | | |                                                                                               | | a |
| Almey | | | Um 1890 in Cork, Irland. Züchter: Baylor Hartland                                             | Bei der NFC gibt es etwas überschneidende Angaben zur Sorte „Ard Cairn Russet“. Beschreibung                                             | |
| Almindelig | Siehe: Api | Siehe: Api                                                                                         | Siehe: Api                                                                                    | Siehe: Api | Siehe: Api                                                                                           |
| Alnarp 2 | | |                                                                                               | | e |
| Alnarps Favorit | | |                                                                                               | Beschreibung | f, g (S. 184)                                                                                        |
| Alouette | | |                                                                                               | | |
| Alpha 68 | Siehe: Alfa 68                                                                                                 | Siehe: Alfa 68                                                                                     | Siehe: Alfa 68                                                                                | Siehe: Alfa 68 | Siehe: Alfa 68                                                                                       |
| Alpha 68 B | | |                                                                                               | | e |
| Alps Otome | | |                                                                                               | | |
| Alsener Melonenapfel (oder: Alsener Prinzenapfel) | | |                                                                                               | | m (Nr. 012, S. 1), r (S. 3)                                                                          |
| Alsener Prinzenapfel | Siehe: Alsener Melonenapfel                                                                                    | Siehe: Alsener Melonenapfel                                                                        | Siehe: Alsener Melonenapfel                                                                   | Siehe: Alsener Melonenapfel | Siehe: Alsener Melonenapfel                                                                          |
| Alstott | | |                                                                                               | | |
| Alte Luiken | Siehe: Luikenapfel                                                                                             | Siehe: Luikenapfel                                                                                 | Siehe: Luikenapfel                                                                            | Siehe: Luikenapfel | Siehe: Luikenapfel                                                                                   |
| Altenburger Bergapfel | | |                                                                                               | | j |
| Altenstädter Mostapfel | | |                                                                                               | | p (S. 147)                                                                                           |
| Altenstädter Roter | Siehe: Böhmischer Roter Jungfernapfel                                                                          | Siehe: Böhmischer Roter Jungfernapfel                                                              | Siehe: Böhmischer Roter Jungfernapfel                                                         | Siehe: Böhmischer Roter Jungfernapfel | Siehe: Böhmischer Roter Jungfernapfel                                                                |
| Alter Gravensteiner | | |                                                                                               | | |
| Alter Hannoveraner | Siehe: Uelzener Rambour                                                                                        | Siehe: Uelzener Rambour                                                                            | Siehe: Uelzener Rambour                                                                       | Siehe: Uelzener Rambour | Siehe: Uelzener Rambour                                                                              |
| Alter Fritz | | |                                                                                               | | r (S. 3)                                                                                             |
| Alter Nonpareil | | |                                                                                               | | h (Nr. 425, S. 473)                                                                                  |
| Altess | | |                                                                                               | | |
| Altgelds Küchenapfel | | |                                                                                               | | h (Nr. 602, S. 669)                                                                                  |
| Altitude | | |                                                                                               | | |
| Altländer Fettapfel | | |                                                                                               | Beschreibung | f, g (S. 184)                                                                                        |
| Altländer Glockenapfel | Siehe: Glockenapfel                                                                                            | Siehe: Glockenapfel                                                                                | Siehe: Glockenapfel                                                                           | Siehe: Glockenapfel | Siehe: Glockenapfel                                                                                  |
| Altländer Jacobsapfel | Siehe: Altländer Jakobsapfel                                                                                   | Siehe: Altländer Jakobsapfel                                                                       | Siehe: Altländer Jakobsapfel                                                                  | Siehe: Altländer Jakobsapfel | Siehe: Altländer Jakobsapfel                                                                         |
| Altländer Jakobsapfel (oder: Altländer Jacobsapfel) | | | Vor 1900                                                                                      | Genussreif Dezember bis März | o |
| Altländer Pfannkuchapfel | Siehe: Altländer Pfannkuchenapfel                                                                              | Siehe: Altländer Pfannkuchenapfel                                                                  | Siehe: Altländer Pfannkuchenapfel                                                             | Siehe: Altländer Pfannkuchenapfel | Siehe: Altländer Pfannkuchenapfel                                                                    |
| Altländer Pfannkuchen | Siehe: Altländer Pfannkuchenapfel                                                                              | Siehe: Altländer Pfannkuchenapfel                                                                  | Siehe: Altländer Pfannkuchenapfel                                                             | Siehe: Altländer Pfannkuchenapfel | Siehe: Altländer Pfannkuchenapfel                                                                    |
| Altländer Pfannkuchenapfel (oder: Altländer Pfannkuchapfel, Altländer Pfannkuchen, Echter Altländer Pfannkuchenapfel, Echter Pfannkuchenapfel, Pfannkuchenapfel, Rechter Pfannkuchen) | | Zufallssämling                                                                                     | Um 1850 im Alten Land, Hamburg                                                                | Verschieden vom Horneburger Pfannkuchenapfel. Beschreibung                                                                               | f, g (S. 184), j, o, p (S. 512)                                                                      |
| Altländer Rosenapfel | | |                                                                                               | Beschreibung | f, g (S. 184), j                                                                                     |
| Altmärker Brautapfel | | |                                                                                               | | j |
| Altmärker Goldrenette | | |                                                                                               | | j |
| Altmärker Wintergewürzapfel | | |                                                                                               | | [ 40 ]                                                                                               |
| Alton | | |                                                                                               | Beschreibung | f, g (S. 185)                                                                                        |
| Alwa | | |                                                                                               | | |
| Amanashiki | Siehe: Amanishiki                                                                                              | Siehe: Amanishiki                                                                                  | Siehe: Amanishiki                                                                             | Siehe: Amanishiki | Siehe: Amanishiki                                                                                    |
| Amanishiki (oder: Amanashiki) | | |                                                                                               | Beschreibung | e, f, g (S. 185)                                                                                     |
| Amasya No 2 | | |                                                                                               | | e |
| Amasya No 3 | | |                                                                                               | | e |
| Amasya No 4 | | |                                                                                               | | e |
| Amasya No 5 | | |                                                                                               | | e |
| Ambassy (oder: Dalili) | | Mutante von Delcorf                                                                                |                                                                                               | Beschreibung | f, j                                                                                                 |
| Amber | | |                                                                                               | Beschreibung | f |
| Ambro | | |                                                                                               | Beschreibung | f, g (S. 185), o                                                                                     |
| Ambrosia | Eine Apfelsorte, die ca. 1990 in Kanada entdeckt und kultiviert wurde. Süß, knackig und hervorragend lagerbar. | Zufallssämling, vermutlich ist ‘Ambrosia’ eine Kreuzung von Starking Delicious × Golden Delicious. | 1990 in British Columbia, Kanada                                                              | Geschmack: süß | a, c, e                                                                                              |
| Amelia | | |                                                                                               | | e |
| Amère Bideau | | |                                                                                               | | |
| Amère Hauteville | | |                                                                                               | | |
| Amère Jaune | | |                                                                                               | | |
| Amère Nouvelle | | |                                                                                               | | |
| Ameri Du Surville | | |                                                                                               | | |
| American Beauty | | |                                                                                               | Beschreibung | f, g (S. 185)                                                                                        |
| American Blush | | |                                                                                               | | |
| American Fall Pippin | | |                                                                                               | | |
| American Forestier | | |                                                                                               | | e |
| American Golden Russet | | |                                                                                               | Beschreibung | e, f, g (S. 185)                                                                                     |
| American Grindling | | |                                                                                               | Beschreibung | f, g (S. 185)                                                                                        |
| American Lady | Siehe: Api | Siehe: Api                                                                                         | Siehe: Api                                                                                    | Siehe: Api | Siehe: Api                                                                                           |
| American Limbertwig | | |                                                                                               | | |
| American Mother | Siehe: Mutterapfel                                                                                             | Siehe: Mutterapfel                                                                                 | Siehe: Mutterapfel                                                                            | Siehe: Mutterapfel | Siehe: Mutterapfel                                                                                   |
| American Peach | Siehe: Sommer-Zimtapfel                                                                                        | Siehe: Sommer-Zimtapfel                                                                            | Siehe: Sommer-Zimtapfel                                                                       | Siehe: Sommer-Zimtapfel | Siehe: Sommer-Zimtapfel                                                                              |
| American Summer Pearmain | | |                                                                                               | Beschreibung | a, e, f                                                                                              |
| American Wine Sop | Siehe: Winesap                                                                                                 | Siehe: Winesap                                                                                     | Siehe: Winesap                                                                                | Siehe: Winesap | Siehe: Winesap                                                                                       |
| Amerikaner | | |                                                                                               | | m (Nr. 013, S. 1)                                                                                    |
| Amerikanischer Gestreifter Süßapfel | | |                                                                                               | | h (Nr. 613, S. 680), j                                                                               |
| Amerikanischer Melonenapfel (oder: Amerikansk Melon, Melon, Melon D'Amérique, Melon De Norton, Melon Norton, Norton, Norton Watermelon, Norton's Melon, Watermelon) | | | 1800 in Connecticut                                                                           | | a, c, f, h (Nr. 445, S. 497)                                                                         |
| Amerikanischer Pfirschenapfel | | |                                                                                               | | o |
| Amerikanischer Rippapfel | | |                                                                                               | | p (S. 148)                                                                                           |
| Amerikanischer Rosenapfel | | |                                                                                               | | o, p (S. 149)                                                                                        |
| Amerikanischer Schneeapfel | | |                                                                                               | | m (Nr. 014, S. 1)                                                                                    |
| Amerikanischer Zuckerapfel | | |                                                                                               | | r (S. 4)                                                                                             |
| Amerikansk Melon | Siehe: Amerikanischer Melonenapfel                                                                             | Siehe: Amerikanischer Melonenapfel                                                                 | Siehe: Amerikanischer Melonenapfel                                                            | Siehe: Amerikanischer Melonenapfel | Siehe: Amerikanischer Melonenapfel                                                                   |
| Ames | | |                                                                                               | Beschreibung | f, g (S. 185)                                                                                        |
| Amethyst | | |                                                                                               | | r (S. 4)                                                                                             |
| Amorosa | | Sport von Aroma                                                                                    | in Schweden                                                                                   | Beschreibung | f |
| Amsib Crab | | |                                                                                               | | e |
| Amtmannsapfel | | |                                                                                               | | h (Nr. 27, S. 31), l (S. 7), o                                                                       |
| Amtsrat Meyer (oder: Adersleber Kalvill No. III) | | |                                                                                               | | r (S. 4)                                                                                             |
| Amzr Gauthier | | |                                                                                               | | e |
| Anacuta | | | 15. Jahrhundert (beschrieben) in Italien. Stammt womöglich schon aus der Römerzeit.           | | j |
| Ananas Bierzenicki | | |                                                                                               | | e |
| Ananas-Reinette | Siehe: Ananasrenette                                                                                           | Siehe: Ananasrenette                                                                               | Siehe: Ananasrenette                                                                          | Siehe: Ananasrenette | Siehe: Ananasrenette                                                                                 |
| Ananas-Renette | Siehe: Ananasrenette                                                                                           | Siehe: Ananasrenette                                                                               | Siehe: Ananasrenette                                                                          | Siehe: Ananasrenette | Siehe: Ananasrenette                                                                                 |
| Ananasapfel | Siehe: Ananasrenette, Prinzenapfel                                                                             | Siehe: Ananasrenette, Prinzenapfel                                                                 | Siehe: Ananasrenette, Prinzenapfel                                                            | Siehe: Ananasrenette, Prinzenapfel | Siehe: Ananasrenette, Prinzenapfel                                                                   |
| Ananasrenette (oder: Ananas-Reinette, Ananas-Renette, Ananasapfel, Goldapfel, Reneta Ananasova) | | Zufallssämling                                                                                     | 1820 im Rheinland und Niederlande                                                             | Erntezeit früher Oktober. Beschreibungen                                                                                                 | a, e, f, g (S. 185), h (Nr. 427, S. 475), j, o                                                       |
| Ancienne | Siehe: Graue Französische Renette                                                                              | Siehe: Graue Französische Renette                                                                  | Siehe: Graue Französische Renette                                                             | Siehe: Graue Französische Renette | Siehe: Graue Französische Renette                                                                    |
| Andenken an Palandt | | |                                                                                               | | r (S. 4)                                                                                             |
| Anderson | | |                                                                                               | | |
| Anderson Red Delicious | | |                                                                                               | | e |
| Anderthalbpfündige Antonowka | Siehe: Riesenantonowka                                                                                         | Siehe: Riesenantonowka                                                                             | Siehe: Riesenantonowka                                                                        | Siehe: Riesenantonowka | Siehe: Riesenantonowka                                                                               |
| André Briollay | | |                                                                                               | Beschreibung | f, g (S. 185)                                                                                        |
| Andreas Kieling | | |                                                                                               | | o |
| Andrews Sweet | | |                                                                                               | | |
| Andrews Winter | | |                                                                                               | | |
| Andy Hamby | | |                                                                                               | | |
| Aneta | | |                                                                                               | | j, o                                                                                                 |
| Angeler Borsdorfer (oder: Angeliter Borsdorfer, Angelner Borsdorfer) | | |                                                                                               | | j, o                                                                                                 |
| Angeliter Borsdorfer | Siehe: Angeler Borsdorfer                                                                                      | Siehe: Angeler Borsdorfer                                                                          | Siehe: Angeler Borsdorfer                                                                     | Siehe: Angeler Borsdorfer | Siehe: Angeler Borsdorfer                                                                            |
| Angeliter Herrenapfel (oder: Angelner Herrenapfel) | | |                                                                                               | | j, o                                                                                                 |
| Angelner Borsdorfer | Siehe: Angeler Borsdorfer                                                                                      | Siehe: Angeler Borsdorfer                                                                          | Siehe: Angeler Borsdorfer                                                                     | Siehe: Angeler Borsdorfer | Siehe: Angeler Borsdorfer                                                                            |
| Angelner Herrenapfel | Siehe: Angeliter Herrenapfel                                                                                   | Siehe: Angeliter Herrenapfel                                                                       | Siehe: Angeliter Herrenapfel                                                                  | Siehe: Angeliter Herrenapfel | Siehe: Angeliter Herrenapfel                                                                         |
| Angelner Zitronenapfel | | |                                                                                               | | o |
| Angold | | |                                                                                               | | j, o                                                                                                 |
| Angyal Dezsö | | | in Ungarn                                                                                     | Beschreibung | f, g (S. 185)                                                                                        |
| Anhalter | Siehe: Anhalter Apfel                                                                                          | Siehe: Anhalter Apfel                                                                              | Siehe: Anhalter Apfel                                                                         | Siehe: Anhalter Apfel | Siehe: Anhalter Apfel                                                                                |
| Anhalter Apfel (oder: Anhalter, Anhänger, Christs Wildling) | | |                                                                                               | | j, o                                                                                                 |
| Anhänger | Siehe: Anhalter Apfel, Bohnapfel                                                                               | Siehe: Anhalter Apfel, Bohnapfel                                                                   | Siehe: Anhalter Apfel, Bohnapfel                                                              | Siehe: Anhalter Apfel, Bohnapfel | Siehe: Anhalter Apfel, Bohnapfel                                                                     |
| Anis (oder: Anisapfel) | | |                                                                                               | | e, m (Nr. 015, S. 1)                                                                                 |
| Anis Aliy K-32 | | |                                                                                               | | e |
| Anisa (oder: Udarria Zagarra) | | |                                                                                               | Beschreibung | f, g (S. 185)                                                                                        |
| Anisapfel | Siehe: Anis | Siehe: Anis                                                                                        | Siehe: Anis                                                                                   | Siehe: Anis | Siehe: Anis                                                                                          |
| Anisim | | |                                                                                               | | e |
| Anisowka | | |                                                                                               | | o |
| Anna | | | 1965 in Israel                                                                                | | a, c                                                                                                 |
| Anna Boelens | | Cox Orange × Berlepsch                                                                             |                                                                                               | Beschreibung | f, g (S. 185)                                                                                        |
| Anna Von Der Mauer | | |                                                                                               | | o |
| Annelieses Wilder | | |                                                                                               | | o |
| Annero | | | in Schweden                                                                                   | | |
| Annette | | |                                                                                               | | |
| Annie Elisabeth (oder: Annie Elizabeth) | | | Um 1857 in Knighton, Leicester, Züchter: Samuel Greatorex                                     | Beschreibung | a, e, f, g (S. 185), h (Nr. 520, S. 577), j, m (Nr. 016, S. 1)                                       |
| Annie Elizabeth | Siehe: Annie Elisabeth                                                                                         | Siehe: Annie Elisabeth                                                                             | Siehe: Annie Elisabeth                                                                        | Siehe: Annie Elisabeth | Siehe: Annie Elisabeth                                                                               |
| Annie Frank | | |                                                                                               | | |
| Annurca (oder: Anurka, Mela Annurca) | | | 1876 (dokumentiert) in Campania, Italien                                                      | Beschreibung | c, f, g (S. 185), j, m (Nr. 018, S. 1)                                                               |
| Annurco | | |                                                                                               | | |
| Annweiler Schläfer | Siehe: Wagenerapfel                                                                                            | Siehe: Wagenerapfel                                                                                | Siehe: Wagenerapfel                                                                           | Siehe: Wagenerapfel | Siehe: Wagenerapfel                                                                                  |
| Anorke | | |                                                                                               | | p (S. 150)                                                                                           |
| Antares | Siehe: Dalinbel                                                                                                | Siehe: Dalinbel                                                                                    | Siehe: Dalinbel                                                                               | Siehe: Dalinbel | Siehe: Dalinbel                                                                                      |
| Antikapfel | | |                                                                                               | | r (S. 5)                                                                                             |
| Antillenrenette | | |                                                                                               | | r (S. 5)                                                                                             |
| Antoinette | | |                                                                                               | Herstellung von Cidre | |
| Anton Fischer | | |                                                                                               | | j, o                                                                                                 |
| Antonovka | Siehe: Antonowka                                                                                               | Siehe: Antonowka                                                                                   | Siehe: Antonowka                                                                              | Siehe: Antonowka | Siehe: Antonowka                                                                                     |
| Antonovka 172670-B | | |                                                                                               | | e |
| Antonovka Grammovaya 600 | | Sport von Antonovka                                                                                | 1888 entdeckt in Mogilev, Russland, von Iwan Wladimirowitsch Mitschurin. 1892 Markteinführung | Beschreibung | f, g (S. 185)                                                                                        |
| Antonovka Kamenichka (oder: Antonovka Kamenička, Antonowka Kamenitchka, Antonowka Kamienna) | | | 1889 (dokumentiert) in Tschernigow, Ukraine                                                   | Beschreibung | a, e, f, g (S. 185), j, o                                                                            |
| Antonovka Kamenička | Siehe: Antonovka Kamenichka                                                                                    | Siehe: Antonovka Kamenichka                                                                        | Siehe: Antonovka Kamenichka                                                                   | Siehe: Antonovka Kamenichka | Siehe: Antonovka Kamenichka                                                                          |
| Antonowka (oder: Antonovka, Bergamot, Cinnamon, Nalivia, Possarts Nalivia) | | | 17. Jahrhundert in Kursk, Russland                                                            | Beschreibungen | a, c, e, f, g (S. 185), h (Nr. 150, S. 170 sowie Nr. 21, S. 24), j, m (Nr. 017, S. 1), o, p (S. 519) |
| Antonowka Kamenitchka | Siehe: Antonovka Kamenichka                                                                                    | Siehe: Antonovka Kamenichka                                                                        | Siehe: Antonovka Kamenichka                                                                   | Siehe: Antonovka Kamenichka | Siehe: Antonovka Kamenichka                                                                          |
| Antonowka Kamienna | Siehe: Antonovka Kamenichka                                                                                    | Siehe: Antonovka Kamenichka                                                                        | Siehe: Antonovka Kamenichka                                                                   | Siehe: Antonovka Kamenichka | Siehe: Antonovka Kamenichka                                                                          |
| Antonówka Póltorafuntowa | Siehe: Riesenantonowka                                                                                         | Siehe: Riesenantonowka                                                                             | Siehe: Riesenantonowka                                                                        | Siehe: Riesenantonowka | Siehe: Riesenantonowka                                                                               |
| Antonowka Polutorafuntowaja | Siehe: Riesenantonowka                                                                                         | Siehe: Riesenantonowka                                                                             | Siehe: Riesenantonowka                                                                        | Siehe: Riesenantonowka | Siehe: Riesenantonowka                                                                               |
| Anurka | Siehe: Annurca                                                                                                 | Siehe: Annurca                                                                                     | Siehe: Annurca                                                                                | Siehe: Annurca | Siehe: Annurca                                                                                       |
| Anzler Spitzling | | |                                                                                               | | o |
| Aori | | Toko x Richared Delicious                                                                          | in Japan                                                                                      | Geschmack: sehr süß. Beschreibung | f, g (S. 185)                                                                                        |
| Apelsinnyi Renet | Siehe: Cox Orange                                                                                              | Siehe: Cox Orange                                                                                  | Siehe: Cox Orange                                                                             | Siehe: Cox Orange | Siehe: Cox Orange                                                                                    |
| Apez Zagarra | | |                                                                                               | Beschreibung | f, g (S. 186)                                                                                        |
| Apfel 48 | | |                                                                                               | | |
| Apfel am Köhlerwald | Siehe: Ditzels Rosenapfel                                                                                      | Siehe: Ditzels Rosenapfel                                                                          | Siehe: Ditzels Rosenapfel                                                                     | Siehe: Ditzels Rosenapfel | Siehe: Ditzels Rosenapfel                                                                            |
| Apfel an der alten Schule | | |                                                                                               | | r (S. 5)                                                                                             |
| Apfel Aus Akerö | Siehe: Apfel Von Åkerö                                                                                         | Siehe: Apfel Von Åkerö                                                                             | Siehe: Apfel Von Åkerö                                                                        | Siehe: Apfel Von Åkerö | Siehe: Apfel Von Åkerö                                                                               |
| Apfel Aus Castell Glammys | Siehe: Apfel Von Castell Glammys                                                                               | Siehe: Apfel Von Castell Glammys                                                                   | Siehe: Apfel Von Castell Glammys                                                              | Siehe: Apfel Von Castell Glammys | Siehe: Apfel Von Castell Glammys                                                                     |
| Apfel Aus Croncels | Siehe: Apfel Von Croncels                                                                                      | Siehe: Apfel Von Croncels                                                                          | Siehe: Apfel Von Croncels                                                                     | Siehe: Apfel Von Croncels | Siehe: Apfel Von Croncels                                                                            |
| Apfel Aus Grignon (oder: Apfel Von Grignon, Grignon, Pomme De Grignon) | | |                                                                                               | | h (Nr. 293, S. 326), j, r (S. 5)                                                                     |
| Apfel Aus Grünheide (oder: Apfel Von Grünheide) | | |                                                                                               | | j, o                                                                                                 |
| Apfel Aus Halder (oder: Apfel Von Halder, Halder) | | |                                                                                               | | h (Nr. 407, S. 455), j, o                                                                            |
| Apfel Aus Lestre (oder: Apfel Von Lestre) | | |                                                                                               | | r (S. 5)                                                                                             |
| Apfel Aus Lunow (oder: Apfel Von Lunow, Lunow) | | |                                                                                               | | j, o                                                                                                 |
| Apfel Aus Mantua | Siehe: Kalterer Böhmer                                                                                         | Siehe: Kalterer Böhmer                                                                             | Siehe: Kalterer Böhmer                                                                        | Siehe: Kalterer Böhmer | Siehe: Kalterer Böhmer                                                                               |
| Apfel Aus Melsbroek | | |                                                                                               | | r (S. 5)                                                                                             |
| Apfel Aus Namedy | Siehe: Namedyer Gold                                                                                           | Siehe: Namedyer Gold                                                                               | Siehe: Namedyer Gold                                                                          | Siehe: Namedyer Gold | Siehe: Namedyer Gold                                                                                 |
| Apfel Aus Orba | | |                                                                                               | | r (S. 5)                                                                                             |
| Apfel Aus Saint Germain | Siehe: Apfel Von St. Germain                                                                                   | Siehe: Apfel Von St. Germain                                                                       | Siehe: Apfel Von St. Germain                                                                  | Siehe: Apfel Von St. Germain | Siehe: Apfel Von St. Germain                                                                         |
| Apfel Aus Sankt Germain | Siehe: Apfel Von St. Germain                                                                                   | Siehe: Apfel Von St. Germain                                                                       | Siehe: Apfel Von St. Germain                                                                  | Siehe: Apfel Von St. Germain | Siehe: Apfel Von St. Germain                                                                         |
| Apfel Aus Sedan | | |                                                                                               | | o |
| Apfel Aus St. Germain | Siehe: Apfel Von St. Germain                                                                                   | Siehe: Apfel Von St. Germain                                                                       | Siehe: Apfel Von St. Germain                                                                  | Siehe: Apfel Von St. Germain | Siehe: Apfel Von St. Germain                                                                         |
| Apfel Aus Stenkyrke | | |                                                                                               | | o |
| Apfel Aus Uelzen | Siehe: Apfel Von Uelzen                                                                                        | Siehe: Apfel Von Uelzen                                                                            | Siehe: Apfel Von Uelzen                                                                       | Siehe: Apfel Von Uelzen | Siehe: Apfel Von Uelzen                                                                              |
| Apfel Von Åkerö (oder: Åkerö, Akerö, Apfel Aus Akerö) | | | 15. Jahrhundert in Schweden                                                                   | Beschreibung | a, c, f, g (S. 183), h (Nr. 89, S. 99), j, m (Nr. 008, S. 1), o, r (S. 2)                            |
| Apfel Von Castell Glammys (oder:Apfel Aus Castell Glammys) | | |                                                                                               | | h (Nr. 103, S. 117), r (S. 5)                                                                        |
| Apfel Von Croncels (oder: Apfel Aus Croncels, Croncels, Durchsichtiger Von Croncels, Eisapfel Von Croncels, Glasapfel, Rosenapfel Von Croncels, Transparent, Transparent Von Croncels, Transparente De Croncels) | | Als Elternsorte wird Antonowka vermutet                                                            | 1869 in Frankreich                                                                            | Sortenbeschreibung | f, h (Nr. 141, S. 161), o, p (S. 151)                                                                |
| Apfel Von Dibbern (oder: Dibbernapfel) | | |                                                                                               | | r (S. 6)                                                                                             |
| Apfel Von Grignon | Siehe: Apfel Aus Grignon                                                                                       | Siehe: Apfel Aus Grignon                                                                           | Siehe: Apfel Aus Grignon                                                                      | Siehe: Apfel Aus Grignon | Siehe: Apfel Aus Grignon                                                                             |
| Apfel Von Grünheide | Siehe: Apfel Aus Grünheide                                                                                     | Siehe: Apfel Aus Grünheide                                                                         | Siehe: Apfel Aus Grünheide                                                                    | Siehe: Apfel Aus Grünheide | Siehe: Apfel Aus Grünheide                                                                           |
| Apfel Von Halder | Siehe: Apfel Aus Halder                                                                                        | Siehe: Apfel Aus Halder                                                                            | Siehe: Apfel Aus Halder                                                                       | Siehe: Apfel Aus Halder | Siehe: Apfel Aus Halder                                                                              |
| Apfel Von Hawthornden | Siehe: Hawthornden                                                                                             | Siehe: Hawthornden                                                                                 | Siehe: Hawthornden                                                                            | Siehe: Hawthornden | Siehe: Hawthornden                                                                                   |
| Apfel Von Lestre | Siehe: Apfel Aus Lestre                                                                                        | Siehe: Apfel Aus Lestre                                                                            | Siehe: Apfel Aus Lestre                                                                       | Siehe: Apfel Aus Lestre | Siehe: Apfel Aus Lestre                                                                              |
| Apfel Von Lunow | Siehe: Apfel Aus Lunow                                                                                         | Siehe: Apfel Aus Lunow                                                                             | Siehe: Apfel Aus Lunow                                                                        | Siehe: Apfel Aus Lunow | Siehe: Apfel Aus Lunow                                                                               |
| Apfel Von Melsbroek | | |                                                                                               | | h (Nr. 286, S. 319)                                                                                  |
| Apfel Von St. Germain (oder: Apfel Aus Saint Germain, Apfel Aus Sankt Germain, Apfel Aus St. Germain) | | |                                                                                               | | h (Nr. 138, S. 158), m (Nr. 019, S. 1), o                                                            |
| Apfel Von Uelzen (oder: Apfel Aus Uelzen) | | |                                                                                               | | h (Nr. 108, S. 122), p (S. 153), r (S. 6)                                                            |
| Api (oder: Almindelig, American Lady, Api Eller, Api Fin, Api Ordinaire, Bollenapfel, Bölleöpfel, Christmas Apple, Churzemuserli, Doppelter Api, Kampaner, Kampänerli, Krippele, Lady, Lady Apple, Lady Apple Of The Americans, Male Jablicko, Malum Appianum, Malus Apiosa, Passe Rose, Petit Api Rose, Petit Api Rouge, Pippin Dieu, Pippin Rose, Pomme Appease, Pomme D'Api, Pomme D'Apis, Pomme De Cardinal, Pomme De Lady, Pomme De Long Bois, Pomme Dieu, Pomone D'Apis, Pomme Rose, Pontaferl, Pyrus Malus Apiosa, Welscher Trauben-Apfel) | | | 1628 (dokumentiert) in Apis (?), Bretagne, Frankreich                                         | Beschreibung | a, d, e, f, g (S. 186), h (Nr. 687, S. 764), i (S. 20), j, o                                         |
| Api Double Rose | Siehe: Api Rose                                                                                                | Siehe: Api Rose                                                                                    | Siehe: Api Rose                                                                               | Siehe: Api Rose | Siehe: Api Rose                                                                                      |
| Api Eller | Siehe: Api | Siehe: Api                                                                                         | Siehe: Api                                                                                    | Siehe: Api | Siehe: Api                                                                                           |
| Api Étoilé | Siehe: Sternapi                                                                                                | Siehe: Sternapi                                                                                    | Siehe: Sternapi                                                                               | Siehe: Sternapi | Siehe: Sternapi                                                                                      |
| Api Fin | Siehe: Api | Siehe: Api                                                                                         | Siehe: Api                                                                                    | Siehe: Api | Siehe: Api                                                                                           |
| Api Gros | Siehe: Großer Api                                                                                              | Siehe: Großer Api                                                                                  | Siehe: Großer Api                                                                             | Siehe: Großer Api | Siehe: Großer Api                                                                                    |
| Api Le Petit | Siehe: Api Petit                                                                                               | Siehe: Api Petit                                                                                   | Siehe: Api Petit                                                                              | Siehe: Api Petit | Siehe: Api Petit                                                                                     |
| Api Noir | Siehe: Schwarzer Api                                                                                           | Siehe: Schwarzer Api                                                                               | Siehe: Schwarzer Api                                                                          | Siehe: Schwarzer Api | Siehe: Schwarzer Api                                                                                 |
| Api Ordinaire | Siehe: Api | Siehe: Api                                                                                         | Siehe: Api                                                                                    | Siehe: Api | Siehe: Api                                                                                           |
| Api Petit (oder: Api Le Petit, Api Piccolo, Kleiner Api, Lille Api, Mela Appiola Piccola, Petit Api) | | |                                                                                               | | |
| Api Piccolo | Siehe: Api Petit                                                                                               | Siehe: Api Petit                                                                                   | Siehe: Api Petit                                                                              | Siehe: Api Petit | Siehe: Api Petit                                                                                     |
| Api Rose (oder: Api Double Rose, Api Rozove, Cardinal, Cardinale, Rosenapi) | | |                                                                                               | Beschreibung | e, f, j, r (S. 20)                                                                                   |
| Api Rouge (oder: Api Rouge D'Hiver, Gros-Api Rouge, Pomme D'Api Rouge) | | |                                                                                               | | |
| Api Rouge D'Hiver | Siehe: Api Rouge                                                                                               | Siehe: Api Rouge                                                                                   | Siehe: Api Rouge                                                                              | Siehe: Api Rouge | Siehe: Api Rouge                                                                                     |
| Api Rozove | Siehe: Api Rose                                                                                                | Siehe: Api Rose                                                                                    | Siehe: Api Rose                                                                               | Siehe: Api Rose | Siehe: Api Rose                                                                                      |
| Aplerbecker Rambour | | |                                                                                               | | h (Nr. 262, S. 294)                                                                                  |
| Apollo | | Cox Orangenrenette × Geheimrat Dr. Oldenburg                                                       | in Müncheberg                                                                                 | | c, j, o                                                                                              |
| Aport | | | 1865 in Russland                                                                              | | g (S. 186)                                                                                           |
| Aporta Nalivia | Siehe: Kaiser Alexander                                                                                        | Siehe: Kaiser Alexander                                                                            | Siehe: Kaiser Alexander                                                                       | Siehe: Kaiser Alexander | Siehe: Kaiser Alexander                                                                              |
| Appel Van Paris | | Brabanter Bellefleur × Jonathan                                                                    | 1935 Wageningen, Niederlande. Züchter: Professor Sprenger                                     | Beschreibung | f, g (S. 186)                                                                                        |
| Apple Babe | | |                                                                                               | | e |
| Apple of Commerce | | |                                                                                               | | |
| Applewaites | | |                                                                                               | | e |
| Apricot (oder: Apricot Apple) | | |                                                                                               | | a, e                                                                                                 |
| Apricot Apple | Siehe: Apricot                                                                                                 | Siehe: Apricot                                                                                     | Siehe: Apricot                                                                                | Siehe: Apricot | Siehe: Apricot                                                                                       |
| Aprilschöner | | |                                                                                               | | h (Nr. 513, S. 570)                                                                                  |
| Arabian Pippin | Siehe: Sommer-Zimtapfel                                                                                        | Siehe: Sommer-Zimtapfel                                                                            | Siehe: Sommer-Zimtapfel                                                                       | Siehe: Sommer-Zimtapfel | Siehe: Sommer-Zimtapfel                                                                              |
| Arabka | | |                                                                                               | | |
| Arabskoe | | |                                                                                               | | |
| Aranciata Di Cox | Siehe: Cox Orange                                                                                              | Siehe: Cox Orange                                                                                  | Siehe: Cox Orange                                                                             | Siehe: Cox Orange | Siehe: Cox Orange                                                                                    |
| Arbat | | | in Russland                                                                                   | Säulenapfel | o |
| Archibald | | |                                                                                               | | |
| Arctic | | |                                                                                               | | |
| Arctic Fuji | | |                                                                                               | Gentechnisch manipulierte Apfelsorte der Firma Okanagan Specialty Fruits Inc., deren Fruchtfleisch an der Luft nicht braun wird.         | [ 72 ] [ 73 ]                                                                                        |
| Arctic Golden | | |                                                                                               | Gentechnisch manipulierte Apfelsorte der Firma Okanagan Specialty Fruits Inc., deren Fruchtfleisch an der Luft nicht braun wird.         | [ 74 ] [ 75 ]                                                                                        |
| Arctic Granny | | |                                                                                               | Gentechnisch manipulierte Apfelsorte der Firma Okanagan Specialty Fruits Inc., deren Fruchtfleisch an der Luft nicht braun wird.         | [ 76 ] [ 77 ]                                                                                        |
| Ard Cairn | Siehe: Ard Cairn Russet                                                                                        | Siehe: Ard Cairn Russet                                                                            | Siehe: Ard Cairn Russet                                                                       | Siehe: Ard Cairn Russet | Siehe: Ard Cairn Russet                                                                              |
| Ard Cairn Russet (oder: Ard Cairn) | | Um 1890 in Cork, Irland. Züchter: Baylor Hartland                                                  | Bei der NFC gibt es etwas überschneidende Angaben zur Sorte „Almey“. Beschreibung             | a, e, f | |
| Ardwell | | |                                                                                               | | |
| Arditi | | |                                                                                               | Beschreibung | f, g (S. 186)                                                                                        |
| Argile Rouge Bruyère | | |                                                                                               | Herstellung von Cidre | |
| Argilière | | |                                                                                               | | |
| Ariane | | | 2002 in Angers, Frankreich                                                                    | | a, c, o                                                                                              |
| Ariwa | | Golden Delicious x Schorfresistenter Sämling A8945-5                                               | Kreuzung 1986 in Zusammenarbeit von East Malling und Agroscope FAW Wädenswil                  | Beschreibung | f, j, o, q (S. 56)                                                                                   |
| Arkansas | | | Um 1833 bei Rhea Mills, Arkansas. Markteinführung: 1868                                       | Beschreibung | e, f, g (S. 186)                                                                                     |
| Arkansas Beauty | | |                                                                                               | | |
| Arkansas Belle | | |                                                                                               | | |
| Arkansas Black | | | Um 1870 in Arkansas, USA                                                                      | | a, c, d, e                                                                                           |
| Arkansas Black Compspur | | |                                                                                               | | e |
| Arkansas Black Spur | | |                                                                                               | | e |
| Arkansas Black Starkspur | | |                                                                                               | | e |
| Arkansas Red | | |                                                                                               | | |
| Arkansas Sweet | | |                                                                                               | | |
| Arkcharm | | Prima × Hybrid                                                                                     | in Arkansas, USA                                                                              | Beschreibung | f, g (S. 186), j, o                                                                                  |
| Arkebeker Hasenkopf | | |                                                                                               | | r (S. 6)                                                                                             |
| Arkebeker Riesenapfel | | |                                                                                               | | r (S. 6)                                                                                             |
| Arlet (oder: Swiss Gourmet) | | Golden Delicious × Idared                                                                          | 1958 in Wädenswil, Schweiz                                                                    | Beschreibung | a, f, g (S. 186), j, o                                                                               |
| Arlewatt | | |                                                                                               | | o |
| Arlington Pippin | | |                                                                                               | | a |
| Arlington Queen | | |                                                                                               | | |
| Armagnac | | |                                                                                               | Herstellung von Cidre | |
| Armhold | Siehe: Elstar Armhold                                                                                          | Siehe: Elstar Armhold                                                                              | Siehe: Elstar Armhold                                                                         | Siehe: Elstar Armhold | Siehe: Elstar Armhold                                                                                |
| Armintrout | | |                                                                                               | | |
| Arneth | | |                                                                                               | | h (Nr. 188, S. 209)                                                                                  |
| Arnold | | |                                                                                               | | |
| Arnold Beauty | | |                                                                                               | | |
| Arnsburger Streifling (oder: Bf 21) | | |                                                                                               | | r (S. 7)                                                                                             |
| Aroma | | Ingrid-Marie × Filippa                                                                             | 1945 in Schweden                                                                              | Beschreibung | a, f, g (S. 186)                                                                                     |
| Aromatic Russet | | |                                                                                               | | |
| Aromatic Russet (Scott) | | | Markteinführung um 1850 in UK                                                                 | Beschreibung | a, e, f, g (S. 186)                                                                                  |
| Arreskov | Siehe: Gravensteiner Von Arreskov                                                                              | Siehe: Gravensteiner Von Arreskov                                                                  | Siehe: Gravensteiner Von Arreskov                                                             | Siehe: Gravensteiner Von Arreskov | Siehe: Gravensteiner Von Arreskov                                                                    |
| Art-Bj 02/06 | Siehe: Lopini                                                                                                  | Siehe: Lopini                                                                                      | Siehe: Lopini                                                                                 | Siehe: Lopini | Siehe: Lopini                                                                                        |
| Artemis (oder: Artemisz) | | | Ungarn                                                                                        | multiresistent | |
| Artemisz | Siehe: Artemis                                                                                                 | Siehe: Artemis                                                                                     | Siehe: Artemis                                                                                | Siehe: Artemis | Siehe: Artemis                                                                                       |
| Arthur Turner (oder: Turner's Prolific) | | | 1915 (Markteinführung) in Slough, Buckinghamshire, England. Züchter: Charles Turner           | Beschreibung | a, c, e, f, g (S. 186)                                                                               |
| Arthur W. Barnes (oder: A. W. Barnes) | | Cox Orange × Unbekannt                                                                             |                                                                                               | Beschreibung | a, e, f, g (S. 186)                                                                                  |
| Arvidsapfel (oder: Arvidsäpple) | | | Schweden                                                                                      | | |
| Arvidsäpple | Siehe: Arvidsapfel                                                                                             | Siehe: Arvidsapfel                                                                                 | Siehe: Arvidsapfel                                                                            | Siehe: Arvidsapfel | Siehe: Arvidsapfel                                                                                   |
| Ascot | | Northern Spy x Unbekannt                                                                           | 1898 in Ottawa, Kanada. Markteinführung 1913                                                  | Beschreibung | f, g (S. 186)                                                                                        |
| Ashdown Seedling | | | in Sussex                                                                                     | Beschreibung | f, g (S. 186)                                                                                        |
| Ashmead's Kernel | Siehe: Ashmeads Sämling                                                                                        | Siehe: Ashmeads Sämling                                                                            | Siehe: Ashmeads Sämling                                                                       | Siehe: Ashmeads Sämling | Siehe: Ashmeads Sämling                                                                              |
| Ashmeads Sämling (oder: Ashmead's Kernel) | | | Um 1700 in England, Züchter: Ashmead                                                          | Beschreibung | a, c, d, e, f, g (S. 186), h (Nr. 598, S. 665), j, o                                                 |
| Ashmore | | |                                                                                               | | |
| Ashton Bitter | | | 1947 in Bristol                                                                               | Beschreibung | f |
| Ashton Brown Jersey | | | 1903 in Bristol                                                                               | Beschreibung | f |
| Askepot | | |                                                                                               | | r (S. 7)                                                                                             |
| Assenhauser | | |                                                                                               | | m (Nr. 020, S. 1)                                                                                    |
| Assessors Apfel (oder: Assessorsapfel) | | |                                                                                               | | o |
| Assessorsapfel | Siehe: Assessors Apfel                                                                                         | Siehe: Assessors Apfel                                                                             | Siehe: Assessors Apfel                                                                        | Siehe: Assessors Apfel | Siehe: Assessors Apfel                                                                               |
| Astillisch | | Roter Astrachan x Signe Tillisch                                                                   | 1929 in Müncheberg, am Kaiser-Wilhelm Institut                                                | Beschreibung | f, g (S. 187), j                                                                                     |
| Astrachan | | |                                                                                               | | |
| Astrachan Large Fruited (oder: Lindgrens Astrakan) | | | 1850er bei Stockholm. Entdecker: E. Lindgren. Markteinführung nach 1860                       | Beschreibung | f, g (S. 187)                                                                                        |
| Astrachan Red | Siehe: Roter Astrachan                                                                                         | Siehe: Roter Astrachan                                                                             | Siehe: Roter Astrachan                                                                        | Siehe: Roter Astrachan | Siehe: Roter Astrachan                                                                               |
| Astramel | | | 1933 in Jork bei Hamburg                                                                      | Beschreibung | f, g (S. 187), j, o                                                                                  |
| Atalanta (Netherlands) | | Rote Sternrenette × Cox Orange                                                                     | 1935 in Wageningen, Niederlande. Züchter: Sprenger                                            | Beschreibung | f, g (S. 187)                                                                                        |
| Athens Beauty | | |                                                                                               | | |
| Atika Gold | | |                                                                                               | | e |
| Atlas (oder: Atlasapfel, Pomme Satin) | | Manks Codlin x Unbekannt                                                                           |                                                                                               | Beschreibung | e, f, g (S. 187), j                                                                                  |
| Atlasapfel | Siehe: Atlas                                                                                                   | Siehe: Atlas                                                                                       | Siehe: Atlas                                                                                  | Siehe: Atlas | Siehe: Atlas                                                                                         |
| Atsion | | |                                                                                               | | |
| Atwood Spur | | |                                                                                               | | e |
| Auberive | Siehe: Roter Augustiner                                                                                        | Siehe: Roter Augustiner                                                                            | Siehe: Roter Augustiner                                                                       | Siehe: Roter Augustiner | Siehe: Roter Augustiner                                                                              |
| Auburn | | |                                                                                               | | |
| Aucuba | | |                                                                                               | | |
| August-Calvill | Siehe: Ulhorns Augustkalvill                                                                                   | Siehe: Ulhorns Augustkalvill                                                                       | Siehe: Ulhorns Augustkalvill                                                                  | Siehe: Ulhorns Augustkalvill | Siehe: Ulhorns Augustkalvill                                                                         |
| August-Kalvill Dr. Fritz Baum | Siehe: Ulhorns Augustkalvill                                                                                   | Siehe: Ulhorns Augustkalvill                                                                       | Siehe: Ulhorns Augustkalvill                                                                  | Siehe: Ulhorns Augustkalvill | Siehe: Ulhorns Augustkalvill                                                                         |
| August Sweet | | |                                                                                               | | |
| August Van Mons | Siehe: Auguste Van Mons                                                                                        | Siehe: Auguste Van Mons                                                                            | Siehe: Auguste Van Mons                                                                       | Siehe: Auguste Van Mons | Siehe: Auguste Van Mons                                                                              |
| Auguste Van Mons (oder: August Van Mons) | | |                                                                                               | | r (S. 7)                                                                                             |
| Augustapfel | Siehe: Charlamowsky, Weißer Klarapfel                                                                          | Siehe: Charlamowsky, Weißer Klarapfel                                                              | Siehe: Charlamowsky, Weißer Klarapfel                                                         | Siehe: Charlamowsky, Weißer Klarapfel | Siehe: Charlamowsky, Weißer Klarapfel                                                                |
| Augustapfel Agne An | | |                                                                                               | benannt von H. Ritthaler, Hütschenhausen                                                                                                 | o |
| Augustine Winter | | |                                                                                               | | |
| Aujäger | | |                                                                                               | | j |
| Auksis | | |                                                                                               | | |
| Aumüllers Sämling | | |                                                                                               | | p (S. 155)                                                                                           |
| Auralia (oder: Tumanga) | | Cox Orange × Schöner aus Nordhausen                                                                | in Müncheberg                                                                                 | Beschreibung | a, e, f, g (S. 187), j, o                                                                            |
| Auri | | |                                                                                               | | o |
| Auringer Bohnapfel (oder: Großer Bohnapfel, Riesenbohnapfel) | | |                                                                                               | | p (S. 156)                                                                                           |
| Aurora Golden Gala | | | 2003 in British Columbia, Kanada                                                              | | c, e                                                                                                 |
| Ausbacher Rotapfel | Siehe: Ausbacher Roter                                                                                         | Siehe: Ausbacher Roter                                                                             | Siehe: Ausbacher Roter                                                                        | Siehe: Ausbacher Roter | Siehe: Ausbacher Roter                                                                               |
| Ausbacher Roter (oder: Ausbacher Rotapfel, Rotapfel, Roter Ausbacher) | | Zufallssämling                                                                                     | 18. Jahrhundert vermutlich auf Schloss Philippsthal                                           | | j, o                                                                                                 |
| Austin Sweet | | |                                                                                               | | |
| Australian Red | | |                                                                                               | | |
| Autumn Arctic | | | in Vermont, USA                                                                               | Beschreibung | f, g (S. 187)                                                                                        |
| Autumn Crab | | |                                                                                               | Holzapfelsorte | |
| Autumn Glory | | | 2011 in Washington, USA                                                                       | | c |
| Autumn Gold | | |                                                                                               | | a |
| Autumn Harvest | | in Westmorland. Dokumentiert 1934                                                                  |                                                                                               | Beschreibung | f, g (S. 187)                                                                                        |
| Autumn Pearmain | Siehe: Gestreifte Sommer-Parmäne                                                                               | Siehe: Gestreifte Sommer-Parmäne                                                                   | Siehe: Gestreifte Sommer-Parmäne                                                              | Siehe: Gestreifte Sommer-Parmäne | Siehe: Gestreifte Sommer-Parmäne                                                                     |
| Autumn Tart | | |                                                                                               | | |
| Auvil | | Mutante des Golden Delicious                                                                       | Washington. 1963 US-Patent P2334P erteilt                                                     | Züchter: Grady Auvil | [ 104 ]                                                                                              |
| Auvil Super Golden | Siehe: Golden Auvilspur                                                                                        | Siehe: Golden Auvilspur                                                                            | Siehe: Golden Auvilspur                                                                       | Siehe: Golden Auvilspur | Siehe: Golden Auvilspur                                                                              |
| Avera | | |                                                                                               | | |
| Averdal | | Sport von Red King Delicious                                                                       |                                                                                               | Beschreibung | f, g (S. 187)                                                                                        |
| Aveyron | | |                                                                                               | | |
| Avrolles | | |                                                                                               | Herstellung von Cidre | o |
| Aw 106 | | |                                                                                               | | r (S. 8)                                                                                             |
| Azay Le Rideau | | |                                                                                               | | |
| Aztec | | Sport von Fuji                                                                                     |                                                                                               | | |
| Azufu | | Sport von Fuji                                                                                     |                                                                                               | | |